# Digimon Frontier: Kodai Digimon Fukkatsu!!
Digimon Frontier: Kodai Digimon Fukkatsu!! (デジモンフロンティア: 古代デジモン復活!!? lett. "Digimon Frontier: Il risveglio del Digimon antico!!") è un cortometraggio d'animazione giapponese del 2002 prodotto da Toei Animation e diretto da Takahiro Imamura. È il settimo film di Digimon ed è legato alla serie televisiva anime del 2002 Digimon Frontier.

## Trama
Takuya e compagni finiscono su di un'isola galleggiante nel bel mezzo di una guerra civile tra Digimon di tipo Umano e di tipo Animale, istigata da un Digimon malvagio chiamato Murmukusmon. Grazie alla sua facoltà di mutaforma, il Digimon impersonava il leader di entrambe le formazioni per riuscire a liberare un'antica entità maligna - conosciuta come Ornismon - che alcuni tra i primi Leggendari Guerrieri, AncientGreymon ed AncientGarurumon, avevano sconfitto in passato. Il gruppo prova a riportare la pace, ma è troppo tardi ed Ornismon viene riportato in vita. In ogni caso, quest'ultimo viene presto sconfitto ancora da AncientGreymon ed AncientGarurumon, tornati anche loro alla vita. Il film termina con i due schieramenti finalmente in pace.

## Distribuzione

### Giappone
ll film è stato distribuito nei cinema giapponesi il 20 luglio 2002. Digimon Frontier: Kodai Digimon Fukkatsu!! è stato distribuito, insieme a Massuru Ninjin Soudatsu! Choujin Dai Sensou e Gekitō! Kurasshugia Tābo Kaizabān no Chōsen come parte della Toei Summer Anime Fair 2002.

### Stati Uniti
Il film è stato trasmesso in anteprima su Jetix negli Stati Uniti il 27 novembre 2005 con il titolo Digimon Frontier: Island of Lost Digimon.